# Nasja
Nasja is een dorp (Estisch: küla) in Estland. Het ligt in de gemeente Elva en in de provincie Tartumaa. Nasja telt 40 inwoners (2021).
Tot in oktober 2017 lag de plaats in de gemeente Puhja. In die maand ging Puhja op in de fusiegemeente Elva.